# GTP (音楽グループ)
GTPは、日本の音楽バンド。

## 概要
女性3人組で、高校卒業とともにメンバーがそれぞれ上京し同じ音楽学校（尚美ミュージックカレッジ専門学校）のボーカル科にて出会い結成。フォーライフミュージックエンタテイメント所属。GTPはGo To Pantyの略。2007年8月9日のベイエフエムBATTLE NIGHT RYO『キックorチョップ』にて、Go Toh Producer（後藤プロデューサー）の略でもあることを発表。
2008年12月31日をもって音楽活動を休止した。その3日前の29日に、静岡エフエム放送の番組「2ストライク1ボール」で最後の音楽活動を行った。しかし、その後は活動再開も無く、メンバー各個人のSNS等もすべて閉鎖されており実質的に解散したものとみられる。

## メンバー
- 大倉沙斗子（ボーカル&ギター）※作詞作曲も担当
- 神瑞穂（ベース&ボーカル）
- 守谷瞳（ドラム&ボーカル）

元メンバー
- 渡部まいこ - メジャー・デビュー前に脱退。1stシングルのカップリング曲「ワイヤリングハート」の作詞・作曲を担当

## ディスコグラフィー

### シングル
1. 春だったね（2004年2月25日）
  1. 春だったね
  2. ワイヤリングハート
2. ウタをウタう（2005年1月26日）
  1. ウタをウタう
  2. 情熱のロブスター
  3. ウタをウタう（Instrumental）
  4. 情熱のロブスター（Instrumental）
3. 冷凍みかん（2006年4月5日）
  1. 冷凍みかん - 北陸朝日放送/テレビ朝日系『KID'S NEWS』エンディングテーマ
  2. ビオラ
  3. 冷凍みかん（Instrumental）
  4. ビオラ（Instrumental）

「冷凍みかん」は静岡エフエム放送で集中的にオンエアされて人気が高まったことから、静岡県内での売れ行きが爆発的だったという。
4. ちゅう（2006年9月20日）
初回限定盤は｢ちゅう｣のMV/メイキング収録のDVD付
  1. ちゅう
  2. ジルコニア
  3. ちゅう（Instrumental）
  4. ジルコニア（Instrumental）
5. 愛星（かなぼし）（2007年6月27日）
6. コンビーフの歌（2008年7月23日・配信限定）

### アルバム
1. GO TO PANTY（2007年7月25日）
  1. いたりなてぃんぱー
  2. 冷凍みかん
  3. ちゅう
  4. 愛星（カナボシ）
  5. 東京タワーとペンギン
  6. ぱんつが逃げた日～大人への第一歩目～
  7. ケンガイ
  8. 「　」（シロ）
  9. 春とポケット
  10. 春だったね
  11. ウタをウタう
  12. 赤い口紅とほっぺ - 静岡県いちご協議会「紅ほっぺ」CM[1]
  13. お散歩
  14. 静岡のうた

## 出演
ラジオ
- GTPと"ウタをウタう"　K-MIX
  - 「K-MIX 2ストライク1ボール」,「K-MIX レディオ ザ ブーン」に出演。
- NISSAN あ、安部礼司 〜 beyond the average 〜（エフエム東京）（本人役でゲスト出演）
- ラフ&ラブ ロードマップ（JFN）（2006年8月～）

テレビ
- バックキングカム宮殿（静岡第一テレビ）（2017年7月29日）